# Mistična rijeka (2003.)
Mistična rijeka (eng. Mystic River) je drama redatelja Clinta Eastwooda iz 2003. sa Seanom Pennom,  Timom Robbinsom,  Kevinom Baconom i Laurenceom Fishburneom u glavnim ulogama. Scenarij Briana Helgelanda je nastao prema istoimenom romanu Dennisa Lehanea.
Film je od prvog prikazivanja dobivao kritičarska priznanja. Nominiran je za Oscara u šest kategorija: za najbolji film, režiju, najboljeg glumca, adaptirani scenarij, najboljeg sporednog glumca i za najbolju sporednu glumicu. Sean Penn dobio je nagradu za glavnu, a Tim Robbins za sporednu ulogu.

## Radnja
Priča se vrti oko Jimmyja, Davea i Seana, trojice prijatelja koji odrastaju zajedno u jednoj irskoj radničkoj četvrti u Bostonu. Kad su imali dvanaest godina, dok su se igrali na ulici, Davea su oteli pedofili i seksualno ga zlostavljali četiri dana.
Nekoliko desetljeća poslije, oni još žive u Bostonu. Jimmy (Sean Penn) je bivši zatvorenik koji vodi obližnju trgovinu, dok Dave (Tim Robbins) radi u industrijskoj proizvodnji i ne može pobjeći od svojih trauma. Dvojica muškaraca su još susjedi. Jimmjeva 19-godišnja kćer Katie (Emmy Rossum) je ubijena, a Jimmy i Sean (Kevin Bacon), koji je postao detektiv, sumnjiče Davea. Seanova žena Lauren nenadano ga ostavlja i odvodi njihovu malu kćer.
Jimmy i njegovi prijatelji napiju Davea u obližnjem baru. Dave odlazi iz bara povratiti, a muškarci ga počinju pratiti. Jimmy kaže Daveu da će ga ostaviti na životu ako prizna da je ubio njegovu kćer. Ako ne prizna, ubit će ga istog trenutka. Kad Dave priznaje zločin, kako bi spasio život, Jimmy ga ipak ubode u trbuh i upuca ga u glavu. Poslije nalaze njegovo tijelo u susjednoj Mističnoj rijeci.
Sljedećeg jutra, Jimmy utapa tugu u boci viskija, dok mu prilazi Sean. Sean kaže Jimmyju da je policija našla ubojice njegove kćeri - koji su priznali zločin. Ubila su je dva dječaka iz susjedstva - jedan od njih bio je brat njezinog dečka. Mislili su izvesti psinu, ali je krenula u krivom smjeru. Sean upita Jimmyja je li vidio Davea, jer ga treba radi ispitivanja u drugom slučaju. Ispostavlja se da je Dave ubio pedofila, nakon što ga je pronašao s dječjom prostitutkom u autu. Poslije, na svečanoj paradi, Daveova žena Celeste bijesno pokušava privući pozornost svog malodušnog sina (Cayden Boyd). Sean opazi Jimmyja u gomili i pokaže rukom znak pištolja, kao da "puca" u njega. Jimmy se nasmije i stavlja sunčane naočale. Film završava implikacijom kako Sean instinktivno zna da je Jimmy ubio Davea - a Jimmy je siguran da Sean nije spreman i nije sposoban to dokazati.

## Glumci
| Glumac             | Uloga                  |
| ------------------ | ---------------------- |
| Sean Penn          | Jimmy Markum           |
| Tim Robbins        | Dave Boyle             |
| Kevin Bacon        | Sean Devine            |
| Laurence Fishburne | Narednik Whitey Powers |
| Marcia Gay Harden  | Celeste Boyle          |
| Laura Linney       | Annabeth Markum        |
| Kevin Chapman      | Val Savage             |
| Tom Guiry          | Brendan Harris         |
| Emmy Rossum        | Katie Markum           |
| Andrew Mackin      | John O'Shea            |
| Adam Nelson        | Nick Savage            |
| Robert Wahlberg    | Kevin Savage           |
| Jenny O'Hara       | Esther Harris          |

## Vanjske poveznice
- Mistična rijeka u internetskoj bazi filmova IMDb-a
- Mistična rijeka na Rotten Tomatoes